# Simpang Tiga (Simpang Teritip)
Simpang Tiga is een bestuurslaag in het regentschap Bangka Barat van de provincie Bangka-Belitung, Indonesië. Simpang Tiga telt 1735 inwoners (volkstelling 2010).